# Vice-presidente
O vice-presidente é uma figura que pode se encaixar em diversas situações. Por exemplo, o vice-presidente de um país é uma pessoa que substitui o presidente em situações em que este está impedido, seja por viagem, doença, óbito ou impeachment.
Existem, porém, outros tipos de vice-presidentes. Pode-se também ser vice-presidente de uma Assembleia nacional, no qual substitui o presidente desta mesma instituição, quando o mesmo não se encontra presente. Em clubes ou empresas, vice-presidentes podem ser pessoas que cuidam de assuntos específicos. Por exemplo, em um clube o vice-presidente de futebol ou em uma empresa o vice-presidente de finanças (tesoureiro).

## Etimologia
O termo "vice-" vem do latim "vice", que significa "no lugar de" e normalmente serve como pro tempore (latim: 'por enquanto') para o presidente.

## No Brasil
O cargo de vice-presidente é eletivo, porém, como a experiência mostrou que deveria guardar a mesma tendência política do Presidente, se optou pelo sistema no qual a eleição do presidente da República importará a do vice-presidente, com ele registrado.
Muito se disse, no passado, contrário à necessidade de existência do cargo de vice-presidente: a experiência mais recente mostrou  que a substituição do presidente da República nos casos de impedimento e, principalmente, na sua sucessão, nos casos de vaga, pelo vice-presidente, indicam a necessidade do cargo e, acertadamente, oportuna, a forma pela qual é eleito. No caso de sucessão, o vice-presidente assume a titularidade do cargo de presidente da República e completará o mandato. A vacância, da presidência e da vice-presidência, importará em eleição para preenchimento de ambos os cargos.
A Constituição dispõe que, além de outras atribuições que lhe forem conferidas por lei complementar, fato que, ainda, não ocorreu, o Vice-Presidente da República auxiliará o presidente, sempre que por ele convocado para missões especiais. Tem, todavia, o vice-presidente outras funções típicas determinadas pelo Diploma Magno, como a de integrar o Conselho da República e a de integrar o Conselho de Defesa Nacional.